# Bulbophyllum orsidice
Bulbophyllum orsidice är en orkidéart som beskrevs av Henry Nicholas Ridley. Bulbophyllum orsidice ingår i släktet Bulbophyllum och familjen orkidéer. Inga underarter finns listade i Catalogue of Life.